# 言繼卿記
言繼卿記（羅馬字：Tokitsugukyōki）是日本戰國時代的公家山科言繼的日記。從大永7年（1527年）至天正4年（1576年）經過50年所寫成，而散失部分亦很少。是了解有職故實和日本傳統藝能、戰國時期的政治情勢等歷史的貴重史料。
其中亦有山科言繼和上泉信綱交流的記錄。而且言繼亦精通醫療，詳細記錄了他自身參與了治療的醫療行為，是日本現存最古老的病歷記錄。
現在保管在京都大學和東京大學史料編纂所等。

## 外部連結
- 『言継卿記』に見える上泉信綱